# Джаним Ходжа Мехмед-паша
Джаним Ходжа Мехмед-паша (тур. Canım Hoca Mehmed Pasha, ? - 1737, Кютаг'я) — османський адмірал, військовий та адміністративний діяч XVIII століття, тричі займав посаду Капудан-паши (гранд-адмірала) Османського флоту.

### Біографія
Джаним Ходжа Мехмед народився в мусульманській сім'і у місті Короні на південному заході Пелопоннесу у Мореї. Був захоплений венеційцями під час першої Морейської війни (1684—1699), після чого сім років відслужив на галерах у венеційському флоті, поки не був викуплений за 100 золотих дукатів.

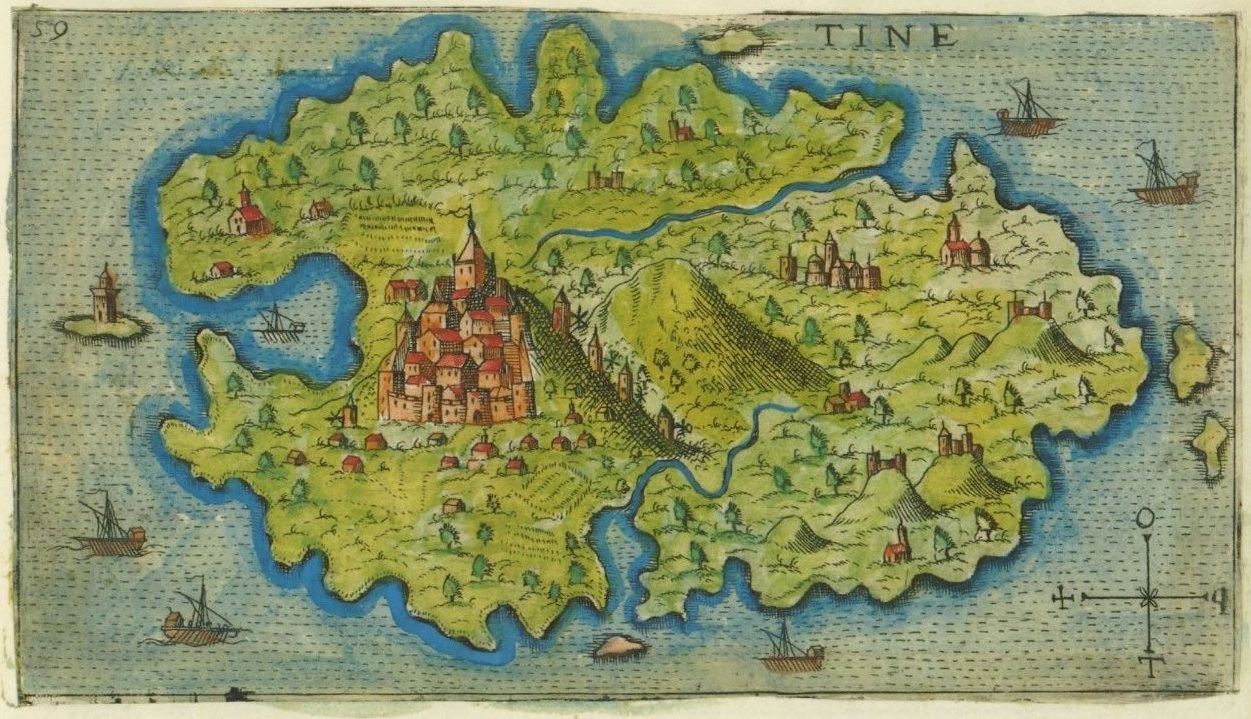
Острів Тінос. Карта венеційця Джакомо Франко, 1597

Він вступив у свій перший термін на посаді Капудан-паші в грудні 1714 року, після початку Другої Морейської війни (1714-1718). Він відзначився у цій війні взяттям Тіноса, а також своїм гуманним ставленням до венеційських полонених у Мореї, що різко контрастувало з жорстокою поведінкою великого візира Силахдара Дамат Алі-паші. 8 липня 1716 року очолював османський флот у битві з венеційським флотом біля Корфу, головного володіння Венеції на Іонічних островах, яка не визначила переможця  і був звільнений з посади капудан-паши в лютому 1717 року.
Він повернувся на посаду капудан-паши на кілька днів у 1730 році під час повстання Патрона Халіль. В березні 1732 року Джанима Мехмед-пашу було призначено губернатором санджаку Егрібоз (Евбея та Аттика). Він знову став Капудан-пашою 7 травня 1732 року і перебував на цій посаді до 14 листопада 1736 року.
У 1737 році, після звільнення зі своєї посади перебрався у Кютаг'я, де помер того ж року.